# Hickory Grove (Wisconsin)
Hickory Grove – miasto w Stanach Zjednoczonych, w stanie Wisconsin, w hrabstwie Grant.